# Тримекаїн
Тримекаїн (лат. Trimecainum; систематична назва (2,4,6-триметилфенілкарбамоїлметил) діетиламоній хлорид, хімічна формула C15H25ClN2O) — це органічна сполука, що використовується як місцевий анестетик та серцевий антиаритмічний засіб. Це білий кристалічний порошок, добре розчинний у воді та етанолі. Це активний інгредієнт у продуктах, що випускаються під торговими марками Mesdicain, Mesocain, Mesokain та іншими.

## Історія
Тримекаїн — це, мабуть, чеське відкриття 1975 р(у світлі складної фармакологічної та клінічної оцінки та практичного застосування), хоча його препарат був опублікований Лефгреном у 1946 р.

## Механізм дії, фармакокінетика
Як і інші місцеві анестетики, що входять до амідної групи, тримекаїн зменшує проникність клітинної мембрани, викликає деполяризацію та скорочує потенціал дії. Анестезувальний ефект починається впродовж 15 хвилин і триває 60–90 хвилин. Його біологічний період напіввиведення становить приблизно 90 хвилин. 10 % тримекаїну виводиться у незміненому вигляді (90 % у вигляді його метаболітів). Він проходить через гематоенцефалічний і плацентарний бар'єри.

## Покази
Тримекаїн має дві основні галузі застосування. Перший — місцева анестезія (місцева, інфільтраційна, місцева слизова та інгаляційна, спинальна та Біра внутрішньовенні). Застосовується у концентраціях від 0,4 до 4 %, в деяких випадках (наприклад, у стоматології) в сумішах з адреналіном. Іншим напрямком є профілактика та терапія шлуночкової аритмії при інфаркті міокарда та в кардіохірургії. Застосовується також для профілактики симпатичної реакції під час інтубації трахеї.

## Протипоказання
Тримекаїн не можна застосовувати при гіперчутливості до амідних анестетиків, гіперволемії, гіпотонії, вадах серцевої провідності, асистолії, кардіогенному шоці та злоякісній гіпертермії в анамнезі.

## Побічні ефекти
Рідко можуть виникати алергічні реакції (від шкірних або слизових симптомів до анафілактичного шоку). При передозуванні виникає — збудження, психомоторна аджітація, dishevelment, візуальні дефекти, шум у вухах, м'язевий тремор, в більш важких випадках сонливості, гіпорефлексія, апное, судоми.

## Синоніми
Mesidicain, Mesdicain, Mesocain, Mesokain, Justecaina, Diethylglycinemesidide, Trimecaina, Trimekain, 
Trimecaine Monohydrochloride, Trimecainium chloratum